# Талкас (санаторий)
Талка́с (баш. Талҡаҫ) — лечебно-профилактический санаторий на территории Баймакского района Башкортостана. Один из старейших санаториев Республики Башкортостан.
Находится на берегу озера Талкас (откуда и название санатория) у западного склона хребта Ирендык. В 4 километрах в юго-востоку село Тубинский, в 1 км деревня Исяново, в 31 км к северу — город Баймак, в 71 км к северо-западу — железнодорожная станция Сибай.
Открыт в 1931 году как база отдыха Тубинского рудника, с 1933 дом отдыха, с 1956 дом отдыха «Баймакский», с 2005 современное название. В конце 2015 года в санатории «Талкас» состоялось открытие Дома творчества писателей — Союза писателей Республики Башкортостан.
Основные лечебные факторы: климат, минеральная вода для ванн (гидрокарбонатная кальциево-магниевая с минерализацией 0,29 г/л). Используются бальнеотерапия, гирудотерапия, грязелечение, иглорефлексотерапия, кумысолечение, физиотерапия; имеются бассейн с каскадным душем, баня и др. Профиль: болезни костно-мышечной системы, болезни мочеполовой системы, болезни нервной системы, болезни обмена веществ, болезни опорно-двигательного аппарата, болезни органов дыхания.
Климат континентальный, зима умеренно холодная (средняя температура января −17°С), лето тёплое (средняя температура июля 17°С).
Круглогодичный санаторий рассчитан на 300 мест (в летний период) и 126 (в зимний период).
Собственник - Республика Башкортостан (Башфармация),  в 2024 году был подписан указ Главы Республики Башкортостан о приватизации санатория «Талкас».